# فورد سری-اف
فورد سری-اف (Ford F-Series) یک سری خودرو است که از سال ۱۹۴۸ تاکنون تولید شده است. طراحی آن موتور جلو، توزیع نیروی پیشران، خودرو چهار چرخ محرک بوده است. پیک‌آپ سری اف از دهه هفتاد میلادی تا کنون پرفروش‌ترین پیک‌آپ آمریکا و از دهه هشتاد میلادی تا کنون پرفروش‌ترین وسیله نقلیه در این کشور بوده است.

## مدل F-150
کمپانی فورد مدل کاملاً جدید F-150 را معرفی کرد که بازسازی محبوبترین تراک آمریکایی‌ها است. در حقیقت F-150 جدید جانسخت‌ترین، هوشمندترین و تواناترین مدل از F-150 است که تا به حال ساخته شده و استانداردهای تراک‌های آینده را تعیین می‌کند.
نیرو، توانایی و راندمان F-150 جدید در اثر استفاده از مواد پیشرفته به میزان قابل توجهی بهبود یافته است. در نتیجه قابلیت‌های آن ارتقا یافته و سواری و بکسل بهتری ارائه می‌کند. همچنین بدنه آن در برابر خوردگی مقاوم‌تر شده است.
از مدت‌ها پیش سرسختی F-150 شهره خاص و عام بوده، اما حالا هوشمندی آن هم زبانزد همه خواهد شد. به گفته مدیر عامل کمپانی، F-150 تعریف آن‌ها از تراک‌های آینده فورد است و برنامه‌های کمپانی را برای ساخت تراک‌هایی با کیفیت برتر، مصرف سوخت بهینه، امنیت بالا، طراحی هوشمند و ارزش بالا در برابر هزینه نشان می‌دهد.
F-150 جزئی از تراک‌های سری F فورد است. این سری برای ۳۷ سال متوالی پرفروش‌ترین تراک آمریکا و ۳۲ سال پرفروش‌ترین خودروی این شرکت بوده است.
برای طراحی اصول پایه F-150 مهندسین فورد برخی از ویژگی‌های بارز آن را ارتقا داده‌اند. بسیاری از مواد به کار گرفته شده در F-150 و خصوصیات آن برای اولین بار در یک مدل تراک به چشم می‌خورند. استفاده از آن‌ها موجب مقاومت بالا و کاهش وزن نیز شده است. کاهش وزن ۳۱۷ کیلوگرمی آن باعث شده به سواری، حمل بار، بکسل، شتاب‌گیری، توقف و مصرف سوخت بهتر دست یابد. قبل از آن که F-150 به فروش برسد، طی آزمایش‌های مختلف مورد بررسی قرار می‌گیرد. حمل اجسام سنگین در دره‌های بیابانی و کوه‌ها و قرارگیری در دمای ۳۰ درجه زیر صفر تا ۵۰ درجه سانتی‌گراد از جمله این آزمایش‌ها است. مشتریانی که از F-150 در امور ساخت و ساز، خدمات و معدن استفاده کرده‌اند، از مقاومت بالای صندوق بار آن اطمینان حاصل کرده‌اند. این تراک همین‌طور در مسابقات آف رود Baja ۱۰۰۰ شرکت داده شد و ۱۴۲۱ کیلومتر دشوار را پشت سر گذاشت؛ کاری که بسیاری از تراک‌های دیگر که با هدف شرکت در مسابقات آف‌رود ساخته شده بودند نتوانستد انجام دهند.
مدل قوی‌تر F-150 رپتور با موتور ۸ سیلندر و موتور ۵ لیتری دارای ۶۲۳ اسب بخار، حدود ۲۳۲ اسب از مدل اصلی خود بالاتر است.

## نسل اول(۱۹۴۸–۱۹۵۲)

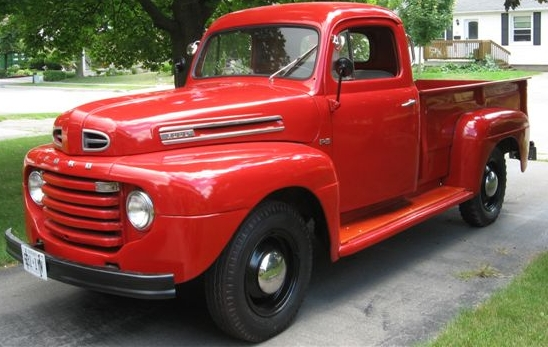
نسل اول

نسل اول فورد سری اف (معروف به FORD BONUS-BUILT) در سال ۱۹۴۸ به عنوان جانشینی برای وانت‌های پایه (وانت‌هایی که با پلتفرم مشترک با خودروهای دیگر توسعه یافته بودند) en:Ford F-Series (first generation)معرفی شد. این نسل با شخصی‌سازی‌های مختلف به بفروش می‌رسید. en:Ford F-Series#

## نسل دوم(۱۹۵۳–۱۹۵۶)

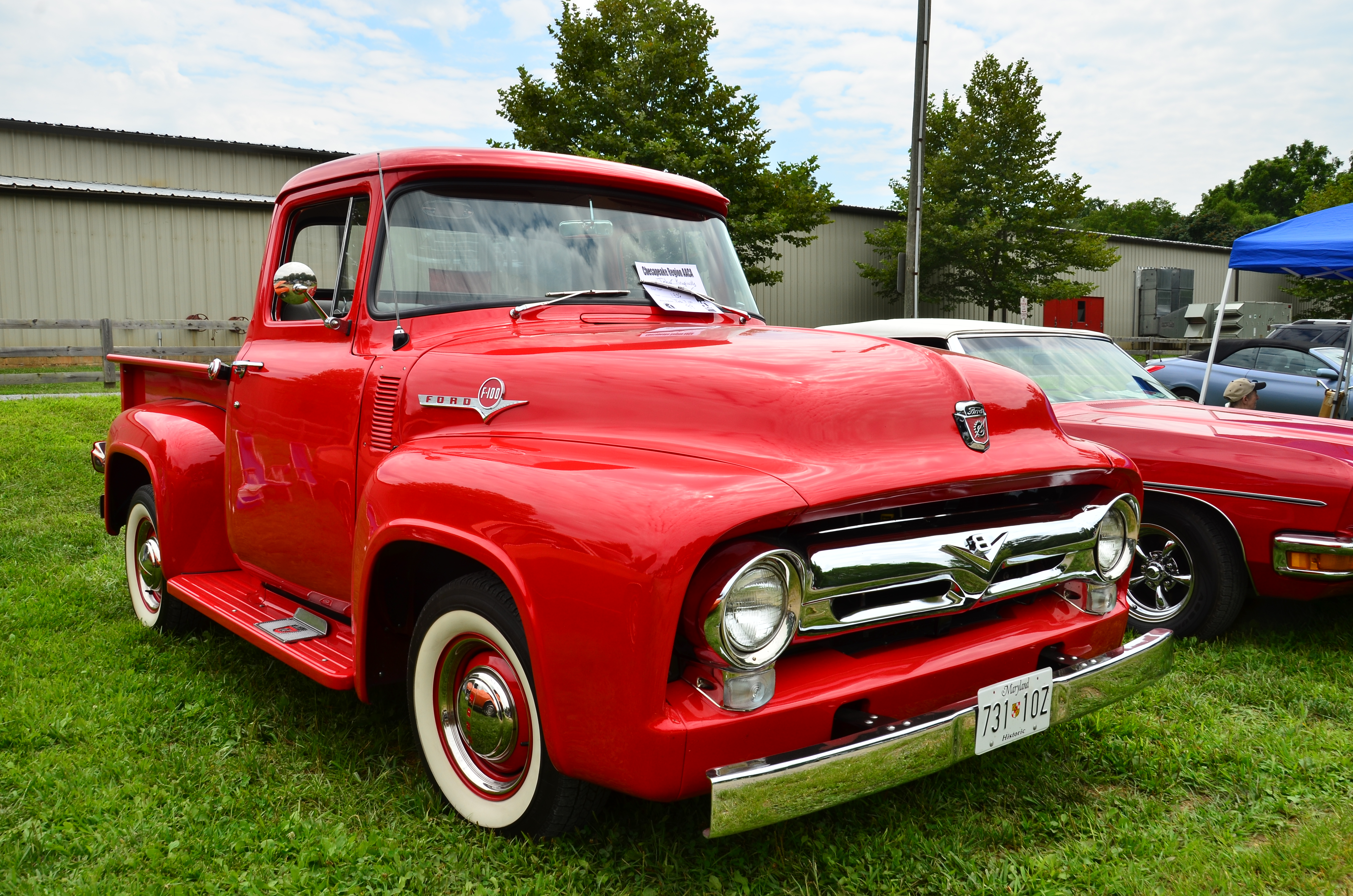
نسل دوم

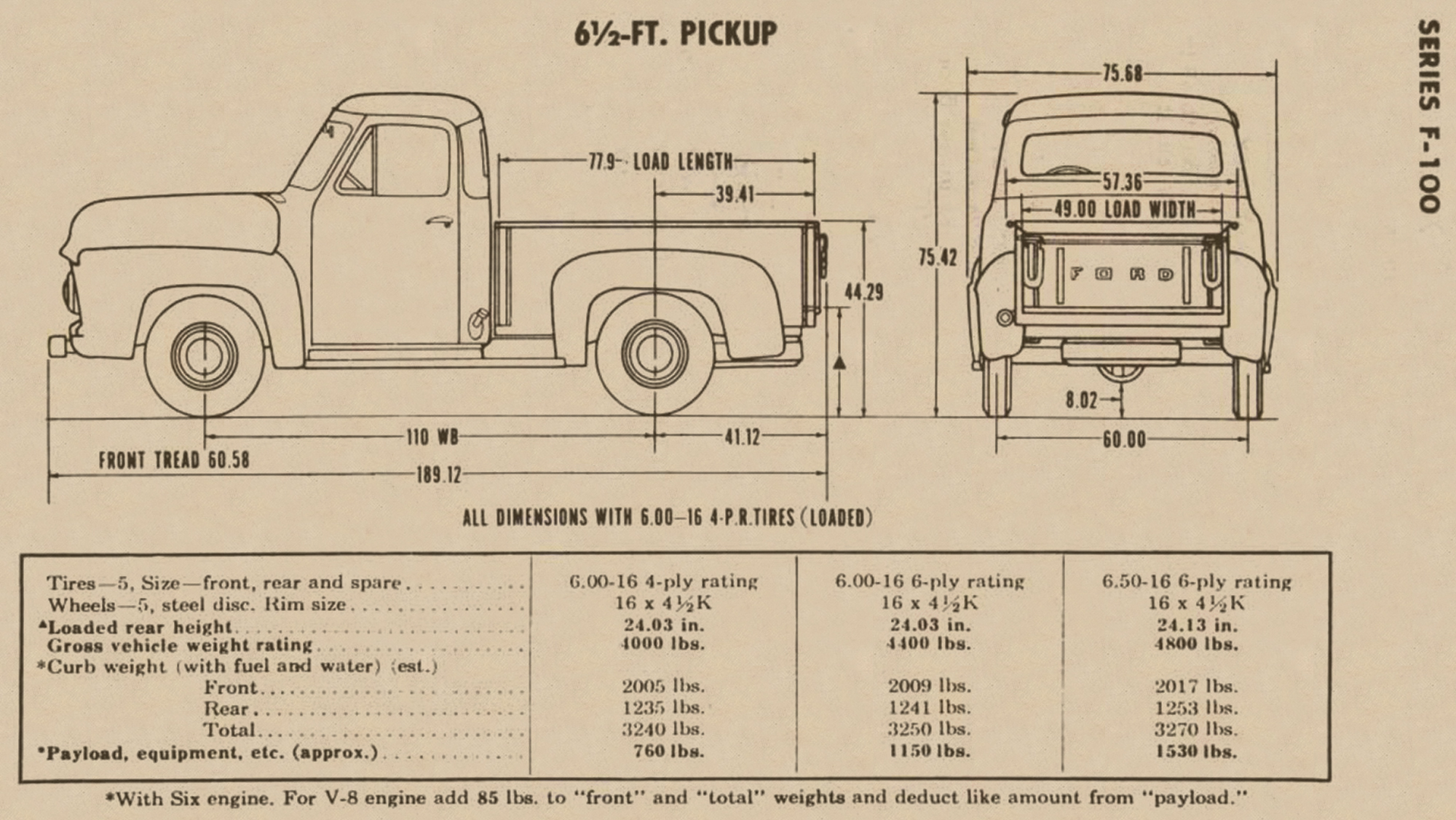
نقشه نسل دوم

درسال ۱۹۵۳ فورد نسل دوم سری اف را معرفی کرد. این نسل به نسبت نسل قبلی در شاسی، موتور و کابین ارتقا پیدا کرده بود. همچنین نامگذاری خودرو نیز تغییر پیدا کرد به گونه ای که F1به F100(با ظرفیت ۵۰۰ کیلوگرم),F2 و F3 به F250(با ظرفیت ۷۵۰ کیلوگرم) و F4 به F350(با ظرفیت یک تن) تغییر نام دادند.
نکته جالب این سری در تفاوت مدل‌ها در گلگیر جلو بود. همچنین در این نسل کمربند ایمنی به عنوان آپشن ارایه می‌شد.

## نسل سوم(۱۹۵۷–۱۹۶۰)

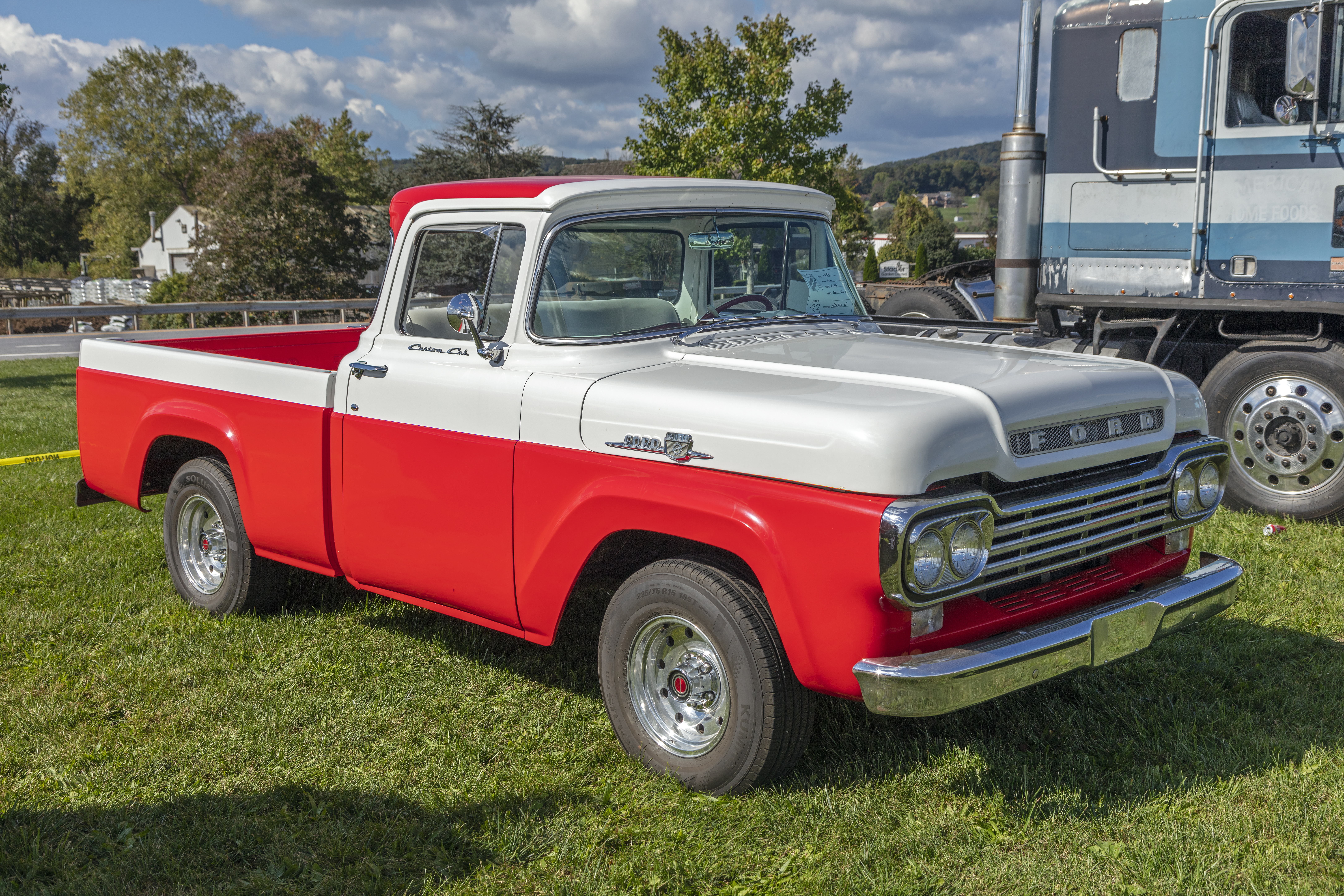
نسل سوم

فورد در سال ۱۹۵۷ نسل سوم فورد سری اف را با تغییر اساسی در طراحی و المان‌های مدرن نظیر ادغام گلگیر جلو با بدنه و تغییر فرم کابین معرفی کرد.
همچنین این نسل اولین وانت چهارچرخ متحرک فورد محسوب می‌شد.

## نسل چهارم(۱۹۶۱–۱۹۶۶)

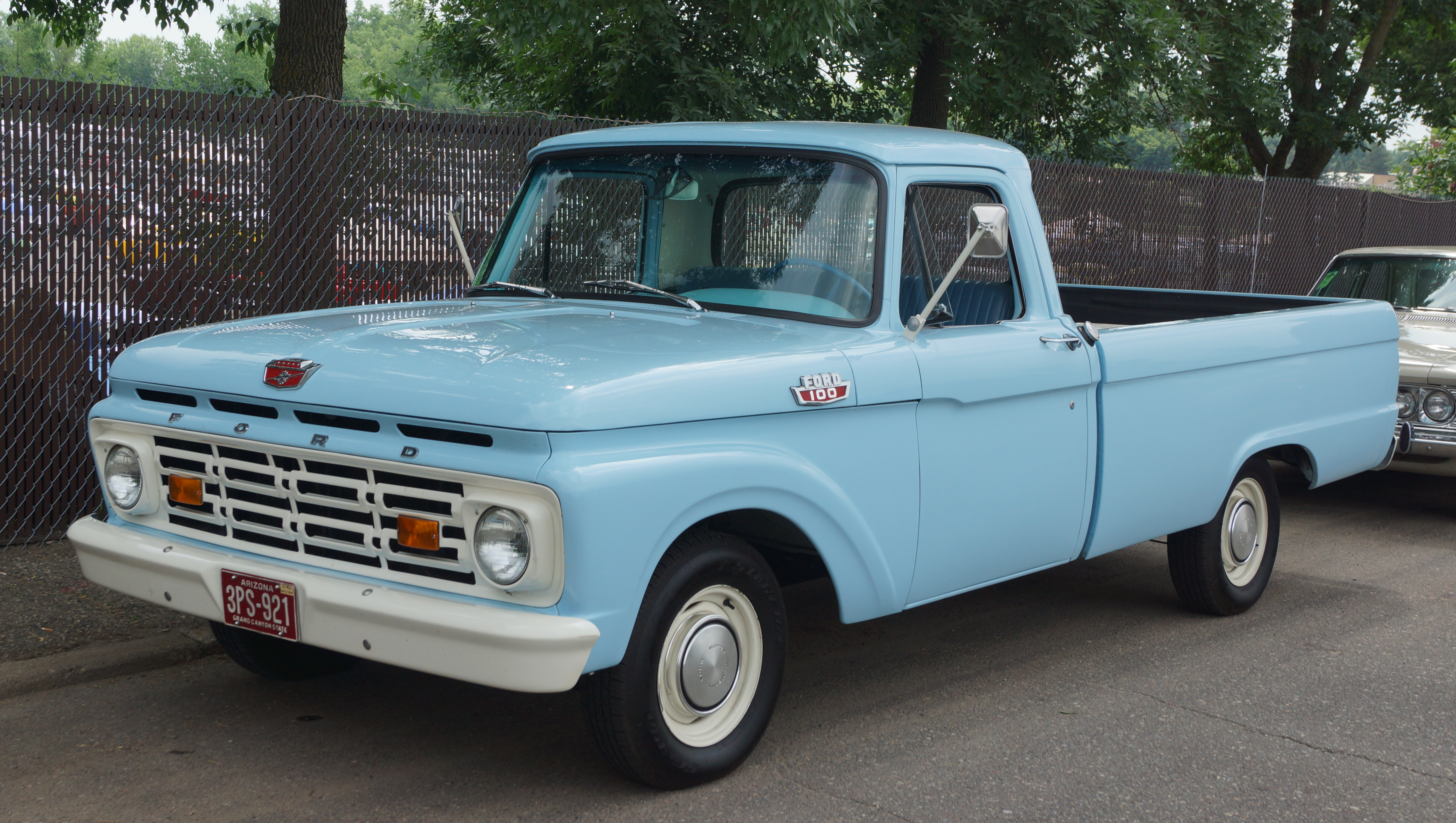
نسل چهارم

فورد در سال ۱۹۶۱ با معرفی نسل چهارم سری اف، نسل جدیدی از وانت‌ها را تعریف کرد. این نسل از نسل‌های قبلی دارای ارتفاع کمتر و در عین حال طول بیشتری بود.
این نسل تنوع بیشتری برای انتخاب موتور، گیربکس و کابین را دارا بود.

## نسل پنجم(۱۹۶۷–۱۹۷۲)

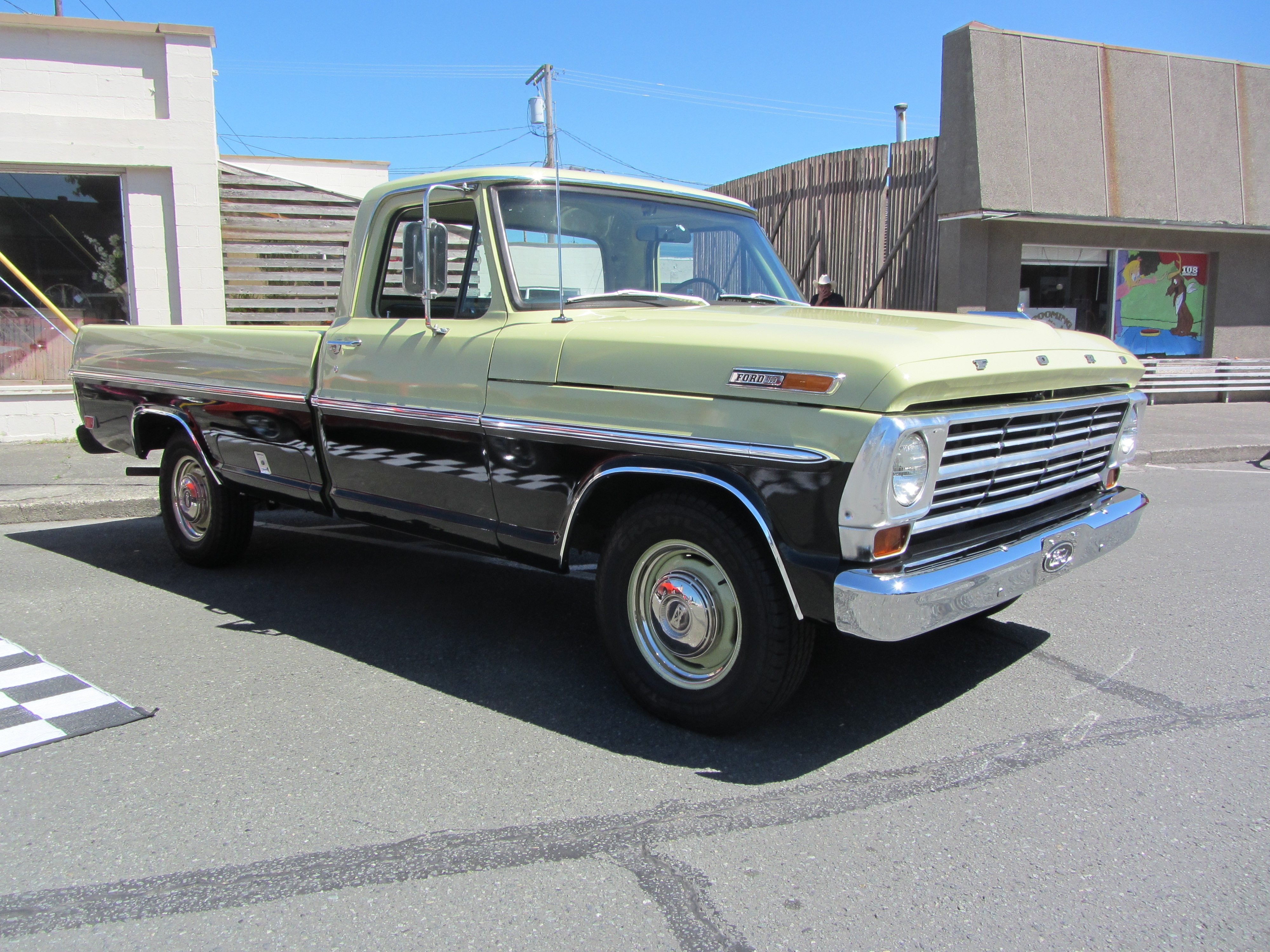
نسل پنجم

نسل پنجم پیکاپ سری F که در سال ۱۹۶۷ معرفی شد، بر روی همان پلت فرم نسخه ۱۹۶۵ نسل چهارم ساخته شد. ابعاد افزایش یافت، گزینه‌های موتور گسترش یافت و سطوح تریم پلاستر در طول دوره تولید نسل پنجم در دسترس قرار گرفت.
تغییرات در طول دوره ۱۹۶۷–۱۹۷۲ حداقل بود، اما قابل توجه بود. در سال ۱۹۶۸، برای مطابقت با FMVSS (استانداردهای ایمنی خودروهای موتوری فدرال)، چراغ‌های نشانگر به کنار تخت و جلوی کاپوت اضافه شدند. در سال ۱۹۷۰ تغییری از گریل کاری به سبک میله فلزی به سبک تخم مرغ پلاستیکی تغییر یافت.

## نسل ششم(۱۹۷۳–۱۹۷۹)

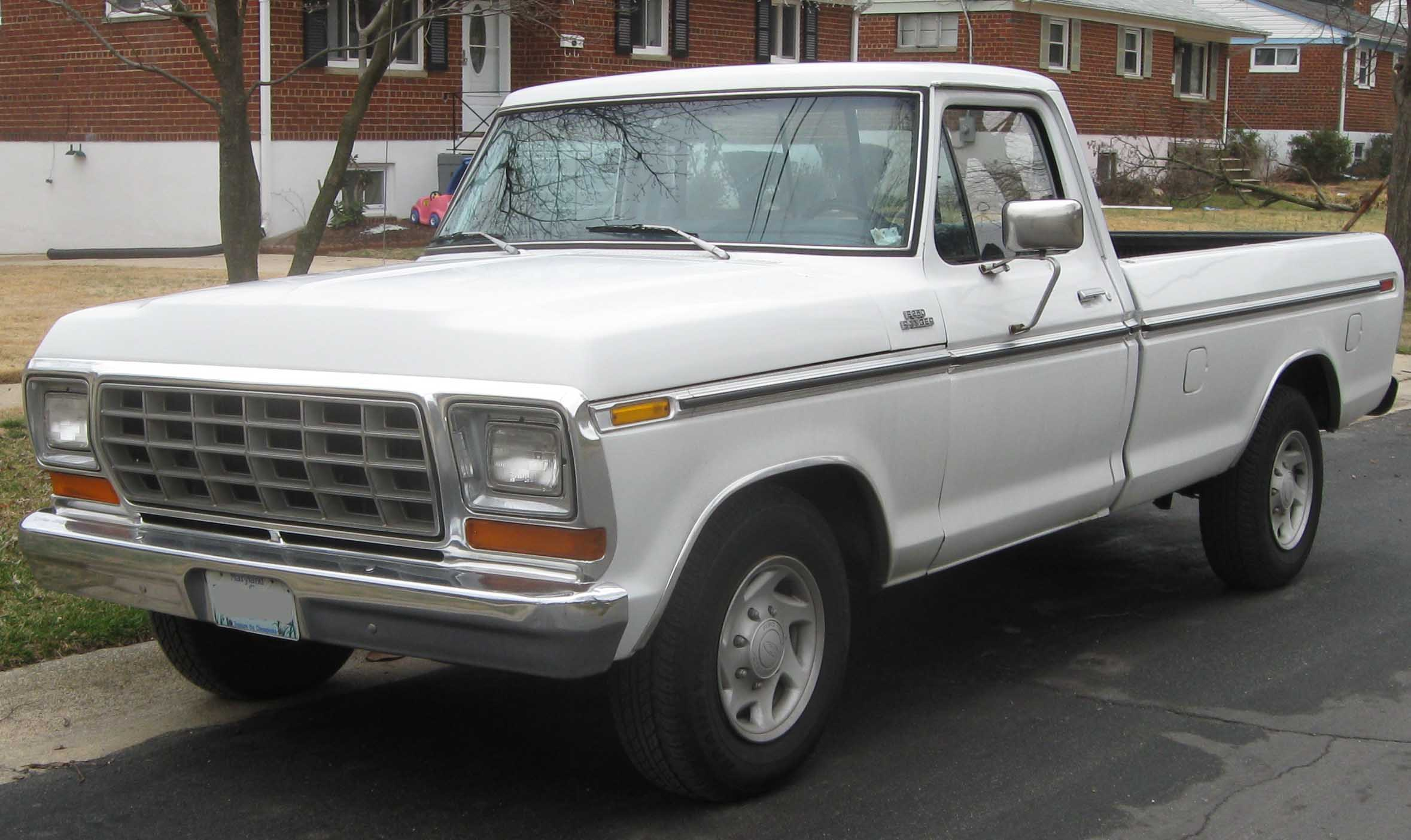
نسل ششم

نسل ششم سری F در سال ۱۹۷۳ معرفی شد. این نسخه از سری F همچنان بر روی پلت فرم اصلاح شده نسل چهارم در سال ۱۹۶۵ ساخته می‌شد، اما با مدرن سازی و اصلاحات قابل توجهی از جمله ترمزهای دیسکی جلو، افزایش ابعاد کابین، ساخت تخت دو جداره کامل و افزایش استفاده از فولاد گالوانیزه.
سری موتورهای FE در سال ۱۹۷۶ پس از تقریباً ۲۰ سال کار متوقف شد و با موتورهای مدرن تر سری ۳۳۵ و ۳۸۵ جایگزین شد.
در سال ۱۹۷۵، F-150 بین F-100 و F-250 معرفی شد تا از محدودیت‌های کنترل انتشار گازهای گلخانه ای جلوگیری شود. برای سال ۱۹۷۸، چراغ‌های جلوی مربعی جایگزین مدل‌های قبلی گرد در مدل‌های با تریم بالاتر، مانند Lariat و Ranger شدند و به تجهیزات استاندارد برای سال ۱۹۷۹ تبدیل شدند. همچنین برای سال ۱۹۷۸، فورد برونکو به گونه ای از پیکاپ سری F دوباره طراحی شد. سال ۱۹۷۹ آخرین سالی بود که موتور ۴۶۰ در یک کامیون نیم تنی عرضه شد.

## نسل هفتم(۱۹۸۰–۱۹۸۶)

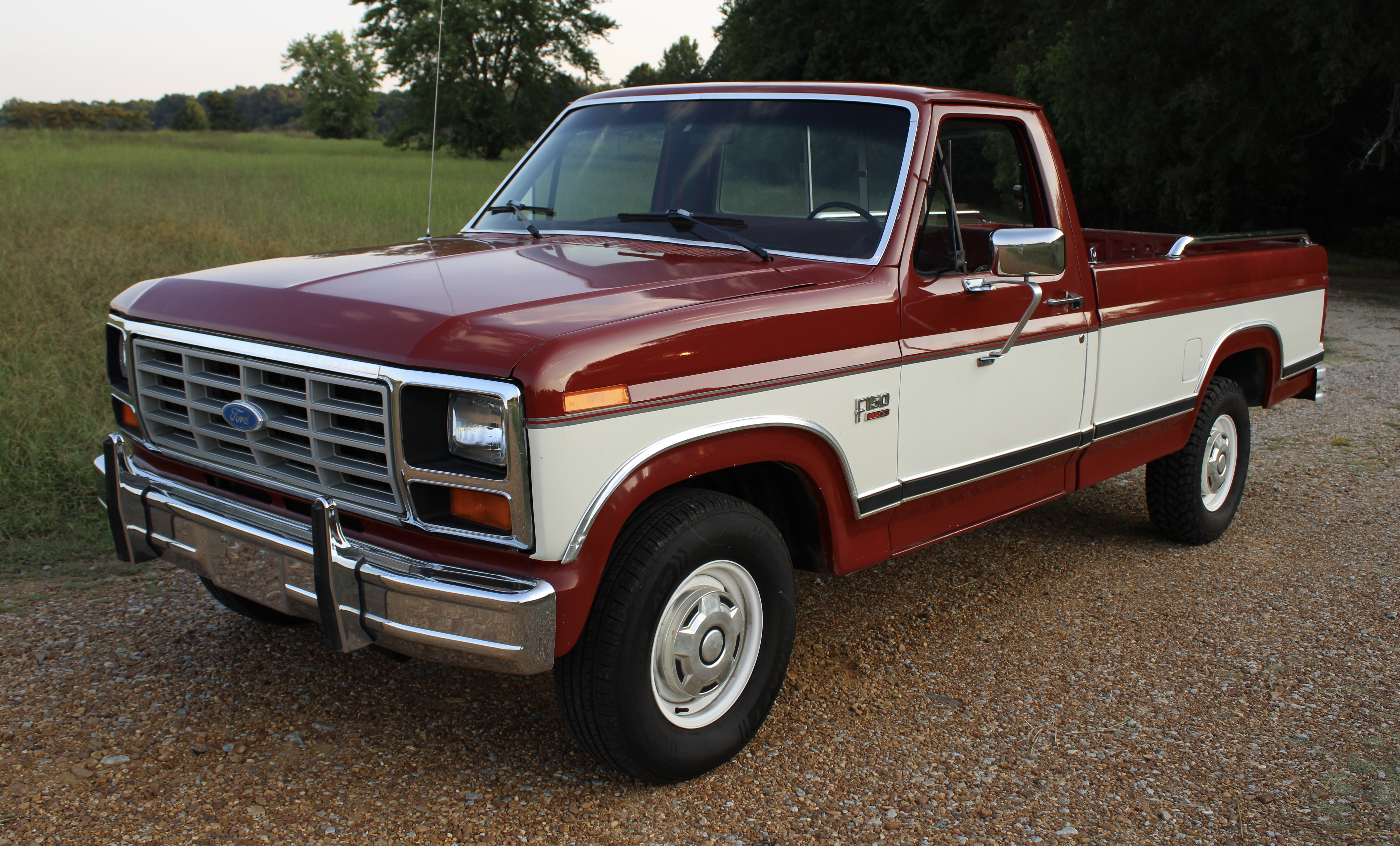
نسل هفتم

نسل هفتم سری F برای سال ۱۹۸۰ معرفی شد و اولین طراحی مجدد خط مدل را از سال ۱۹۶۵ به نمایش گذاشت. در کنار یک شاسی کاملاً جدید، پیکاپ تراک‌ها بدنه کاملاً جدیدی دریافت کردند. در حالی که با خطوط مستقیم بدنه متمایز می‌شود، آیرودینامیک بیرونی برای بهبود مصرف سوخت بهینه شده است. با به اشتراک گذاشتن ساختار کابین خود با وانت‌های سری F، کامیون‌های متوسط (F-600 تا F-800) اولین طراحی مجدد خود را از سال ۱۹۶۷ انجام دادند.
خط پیشرانه این نسل از طریق تولید خود دستخوش بازنگری‌های متعددی شد. در زمان راه اندازی، خط موتور تا حد زیادی از سال ۱۹۷۹ منتقل شد. در حالی که ۷٫۵ لیتر V8 به‌طور کامل (در نیم تن) حذف شد، یک V8 4.2 لیتری به عنوان کوچک‌ترین موتور V8 معرفی شد. برای سال ۱۹۸۲، یک موتور ۳٫۸ لیتری V6 به موتور استاندارد F-100 تبدیل شد. برای سال ۱۹۸۳، برای بهبود راندمان سوخت خط مدل، موتورهای سری M (5.8L 351M و 6.6L 400 V8) کنار گذاشته شدند. دومی با بازگشت ۷٫۵ لیتری V8 جایگزین شد. در پاسخ به تقاضای کم و عملکرد ضعیف، ۴٫۲ لیتر V8 و 3.8L V6 به ترتیب در سال‌های ۱۹۸۲ و ۱۹۸۳ کنار گذاشته شدند. برای F-250 و F-350، یک موتور ۶٫۹ لیتری V8 دیزلی (منبع شده از مشارکت با شرکت بین‌المللی هاروستر) به گزینه ای برای سال ۱۹۸۳ تبدیل شد. برای سال ۱۹۸۴، نسخه پرتوان ۵٫۸ لیتری V8 معرفی شد. ۵٫۰ لیتر V8 با تزریق سوخت به عنوان تجهیزات استاندارد برای سال ۱۹۸۶ مجهز شد و اولین موتور تزریق سوخت در یک پیکاپ تراک در بازار آمریکا شد. ۴٫۹ لیتر سوخت در مدل‌های ۱۹۸۷ تزریق شد.
مطابق با نسل قبلی، SuperCab و کابین خدمه چهار در به ترتیب در سال‌های ۱۹۸۰ و ۱۹۸۲ بازگشتند. برای اولین بار، یک نسخه دو چرخ عقب از F-350 به عنوان یک کامیون وانت عرضه شد.
برای سال ۱۹۸۲، فورد در نشان خط مدل اصلاح کرد و حروف کاپوت "FORD" را با نشان جلوپنجره آبی بیضی آبی فورد جایگزین کرد، طرحی که امروزه در تمام کامیون‌های سری F (به جز رپتور) استفاده می‌شود. در همان سال، تریم‌های رنجر کنار گذاشته شد. نام به پیکاپ کامپکت فورد رنجر (به جای فورد پیک) تغییر یافت. پس از ۳۰ سال به عنوان کوچک‌ترین کامیون سری F, F-100 پس از سال ۱۹۸۳ کنار گذاشته شد و همپوشانی مدل با F-150 (و همپوشانی بار با رنجر) حذف شد.
این نسل نسخه نهایی سری F بود که گیربکس دستی سه سرعته و ستونی را ارائه می‌کرد. همچنین دومین خودروی فروخته شده در ایالات متحده با این پیکربندی است.

## نسل هشتم(۱۹۸۷–۱۹۹۱)

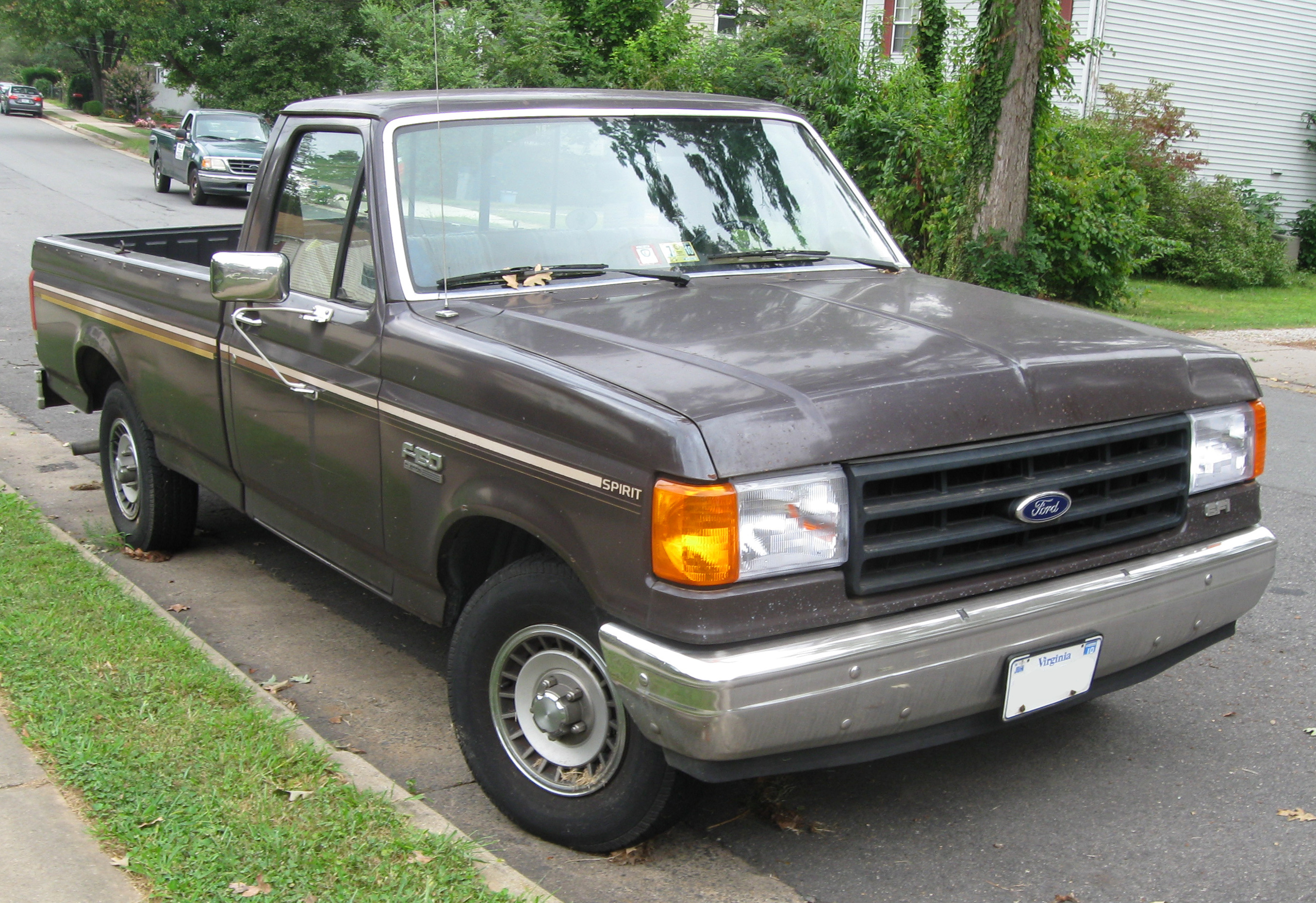
نسل هشتم

نسل هشتم سری F برای سال ۱۹۸۷ به عنوان یک تجدید نظر بزرگ از نسل ۱۹۸۰–۱۹۸۶ معرفی شد. در حالی که ورق‌های فلزی کابین حمل می‌شد، بسیاری از پانل‌های بدنه، از جمله یک نمای جلوی کاملاً جدید، اصلاح شدند. چراغ‌های جلو کامپوزیت، اولین کامیون آمریکایی با اندازه کامل فضای داخلی نیز دستخوش طراحی مجدد شد. طراحی طولانی مدت تختخواب Flareside (تا زمان بازگشت آن در نسل نهم ۱۹۹۲)، با تمام نمونه‌های تولید شده با تخت‌خواب‌های Styleside (به جز تعداد بسیار کمی از مدل‌های ۱۹۸۷) کنار گذاشته شد.
پس از انتقال ۵ لیتری V8 در سال ۱۹۸۶ به تزریق سوخت، مدل ۴٫۹ لیتری شش سیلندر خطی نیز در سال ۱۹۸۷ با موتورهای ۵٫۸ و ۷٫۵ لیتری این کار را برای سال ۱۹۸۸ دنبال کرد. سری F اولین خط مدل وانت وانت آمریکایی بود که بدون گزینه موتور کاربراتوری فروخته شد. در همان سال، حجم ۶٫۹ لیتری V8 دیزلی به ۷٫۳ لیتر افزایش یافت. پس از توقف سه سرعته دستی، یک دستی پنج سرعته به تجهیزات استاندارد تبدیل شد (چهار سرعته تا سال ۱۹۹۲ یک گزینه سفارشی ویژه باقی ماند). برای سال ۱۹۸۹، یک E4OD چهار سرعته اتوماتیک (نسخه اوردرایو سه سرعته سنگین C6) معرفی شد.
F-Super Duty که بین F-350 و F-600 شکاف دارد، در سال ۱۹۸۷ برای مدل سال ۱۹۸۸ معرفی شد. F-Super Duty که جد F-450/F-550 فعلی است، منحصراً برای کاربردهای شاسی کابین طراحی شده است.

## نسل نهم(۱۹۹۲-۱۹۹۷)

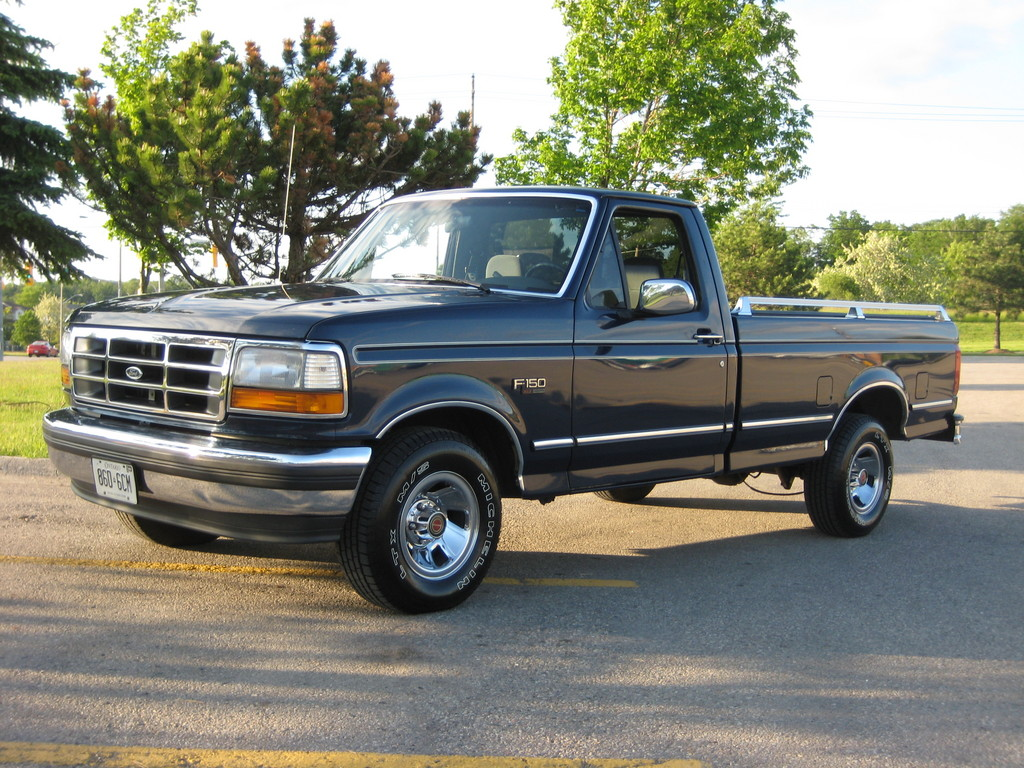
نسل نهم

نسل نهم سری F برای سال 1992 به عنوان دومین طراحی مجدد معماری سری F در سال 1980 معرفی شد.  با تطبیق عناصر طراحی از اکسپلورر تازه معرفی‌شده و بازطراحی‌شده سری E و رنجر، سری F یک خط کاپوت کمی پایین‌تر دریافت کرد که گلگیرهای جلو، سپر و جلوپنجره را گرد می‌کرد.  سری F سبک با شروع مدل سال 1994 کیسه هوای سمت راننده دریافت کرد.
پس از شش سال وقفه، تخت فلارساید بازگشت خود را آغاز کرد و به مدل فرعی F-150 تبدیل شد.  برای جلب توجه خریداران جوان، بدنه تخت Flareside مدرن شد و گلگیرهای F-350 دو چرخ عقب را با یک شاسی تک چرخ عقب تطبیق داد.  همچنین برخلاف گذشته، مخزن‌های دوگانه در مدل‌های Flareside در دسترس بودند، اما فقط در مدل‌های 2WD، و تخت Flareside با SuperCab علاوه بر کابین معمولی در دسترس بود.
فورد به مناسبت هفتاد و پنجمین سالگرد اولین کامیون تولید کارخانه فورد (فورد مدل TT 1917)، پکیج هفتاد و پنجمین سالگرد خود را در سری F سال 1992 خود ارائه کرد که شامل یک بسته راه راه، یک سپر پله ای رنگارنگ، و آرم های مخصوص سال 75 بود.  در پاسخ به وانت شورولت 454SS، فورد SVT Lightning را معرفی کرد که از موتور V8 5.8 لیتری 240 اسب بخاری نیرو می‌گیرد.
برای سال 1993، یک توربوشارژر روی دیزل 7.3 لیتری "IDI" در دسترس قرار گرفت.  در اواسط مدل سال 1994 (که به آن "1994.5" گفته می شود)، اینترنشنال IDI را با توربو دیزل جدید 7.3 لیتری T444E جایگزین کرد، اولین موتوری که با نام فورد پاور استروک شناخته می شد.  موتور در حالی که جابه‌جایی نسل قبلی خود را به اشتراک می‌گذاشت، طراحی کاملاً جدیدی بود.
برای مدل سال 1997، نسل نهم به تدریج از تولید خارج شد.  F-150 با نسل دهم سری F جایگزین شد (به زیر مراجعه کنید)، با F-250 (با نام تجاری F-250 Heavy Duty) و F-350 تا سال مدل 1997 در حال تولید باقی ماندند.  کامیون‌های بزرگ‌تر سری F (و F-Super Duty) که در اواسط سال 1998 (به عنوان مدل‌های 1999) معرفی شدند، با خط پیکاپ‌ها و شاسی‌کابین‌های فورد سوپر دیوتی جایگزین شدند.

## نسل دهم(۱۹۹۸-۲۰۰۴)

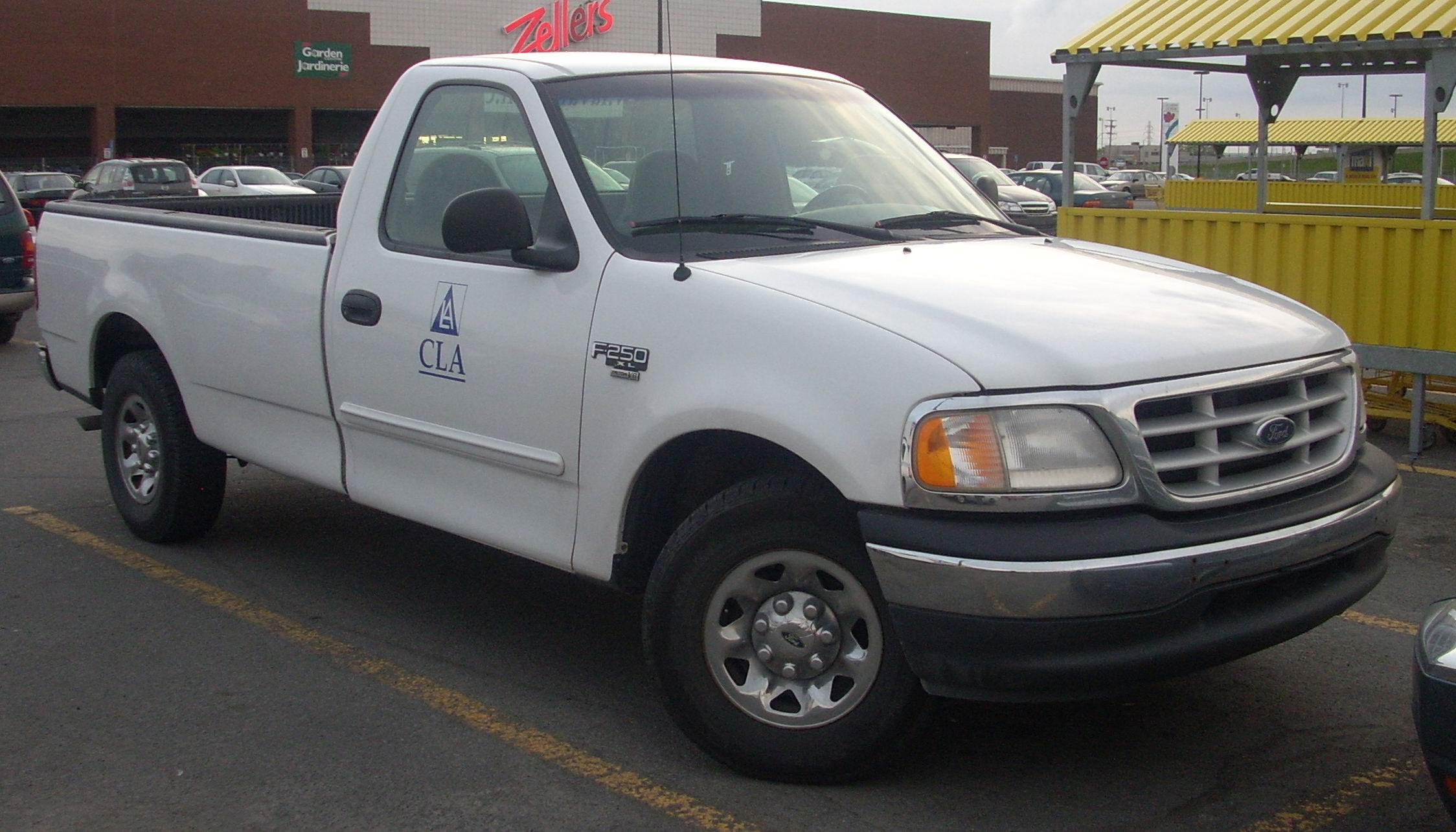
نسل دهم

برای مدل سال 1997، فورد تغییرات اساسی در طیف کامیون های سری F ایجاد کرد و خط وانت خود را به دو خانواده خودرو تقسیم کرد.  از دهه 1970 تا 1990، وانت بارها تغییر کاربری پیدا کردند.  در کنار وسایل نقلیه ای که منحصراً برای استفاده در کار طراحی شده اند، بخش بازار شاهد افزایش عمده تقاضا برای وسایل نقلیه دو منظوره هم برای کار و هم برای مصارف شخصی بود که عملاً به عنوان خودروی دوم عمل می کند.  برای گسترش بیشتر سهم بازار رو به رشد خود، فورد به دنبال توسعه وسایل نقلیه برای هر دو نوع خریدار بود، با بسته بندی F-150 در طراحی مدرن تر (به عنوان نسخه بزرگتر از رنجر) و در عین حال F-250 و F-350 سنگین تر را برای مشتریان علاقه مند به یک وسیله نقلیه کاربردی حفظ کرد.
نسل دهم سری F در 25 ژانویه 1996 به عنوان مدل 1997 معرفی شد.  در ابتدا فقط به عنوان F-150 منتشر شد، یک F-250 با GVWR بالاتر بعداً در سال 1997 عرضه شد.  برای سال 1999، مدل‌های HD فوق‌الذکر با کامیون‌های Super Duty جایگزین شدند.  F-250 "Light Duty" با F-150 7700 برای مدل سال 2000 جایگزین شد.

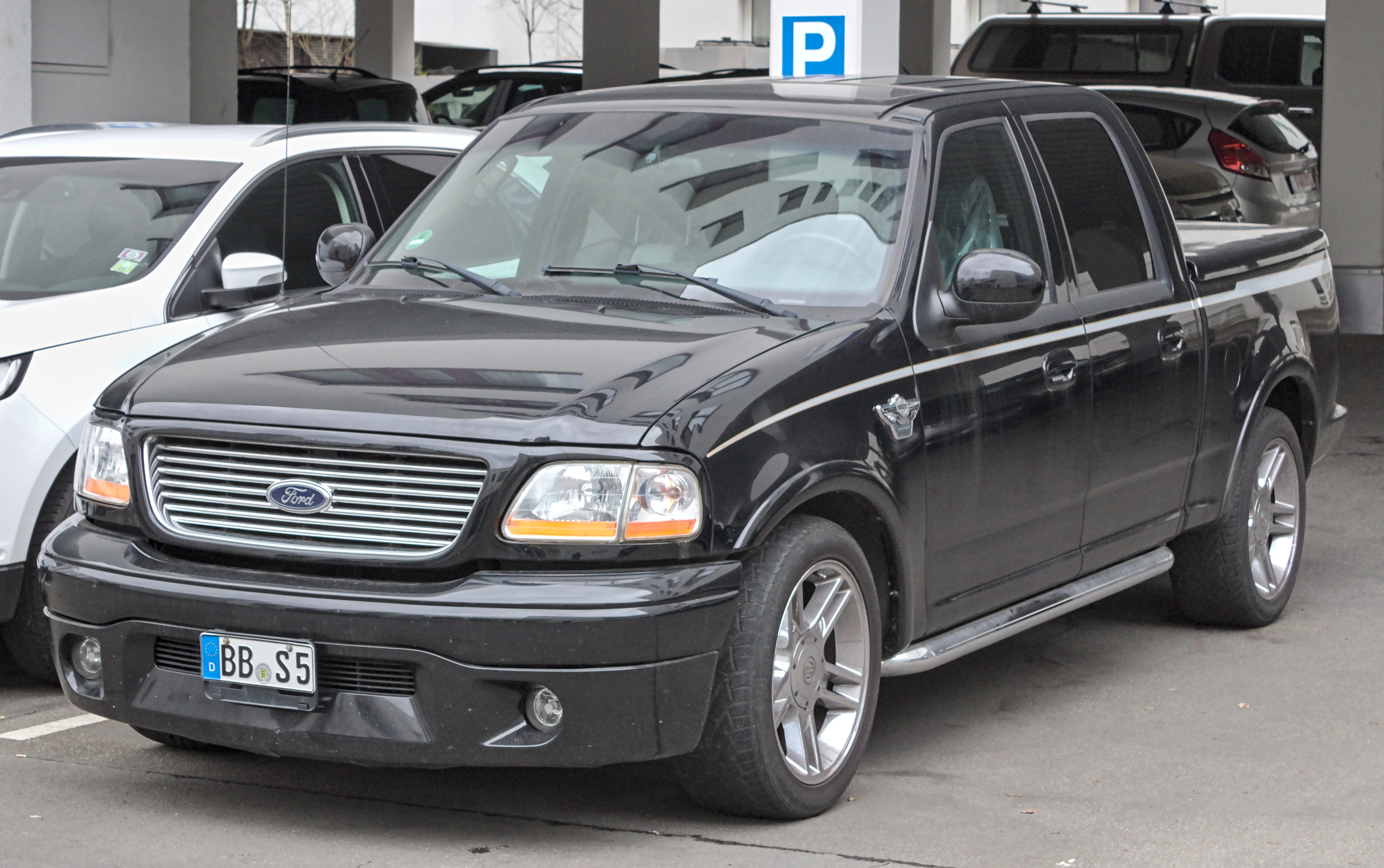
نسل دهم

در گسترده‌ترین بازطراحی سری F در 17 سال گذشته، شاسی سیستم تعلیق جلوی کاملاً مستقل را دریافت کرد و به استفاده از محورهای جلوی Twin-I-Beam پایان داد.  F-150 1997 که فقط گیربکس را با نسل قبلی خود به اشتراک می گذارد، طیفی از موتورهای جدید برای سری F را دریافت کرد، از جمله یک موتور 4.2 لیتری V6 و 4.6 لیتری V8.  یک موتور V8 5.4 لیتری در سال 1997 اضافه شد. در سدان‌های سایز کامل کراون ویکتوریا/گرند مارکیز/تاون خودرو معرفی شد.
با توجه به نمای بیرونی گرد خود، نسل دهم دوباره در پیکربندی کابین استاندارد و توسعه یافته (SuperCab) ارائه شد.  برای بهبود دسترسی به صندلی‌های عقب، درب سوم لولایی عقب برای SuperCab معرفی شد.  در سال 2001، F-150 اولین کامیون 1⁄2 تنی بود که به عنوان کابین خدمه با درهای تمام اندازه ارائه شد.  F-150 SuperCrew که با تخت کمی کوتاه‌تر تولید شد، طول یک SuperCab تخت استاندارد را داشت.
SVT Lightning در سال 1999 بازگشت خود را با یک نسخه سوپرشارژر 5.4 لیتری V8 تامین می کرد.  بیش از 28000 دستگاه از سال 1999 تا 2004 تولید شد. در سال 2002، لینکلن-مرکوری لینکلن بلک وود، اولین پیکاپ لینکلن را معرفی کرد.  بلک‌وود که بدنه جلوی شاسی‌بلند لینکلن نویگیتور و همان کابین و شاسی F-150 SuperCrew را به اشتراک می‌گذارد، با یک تخت مخصوص مدل طراحی شده و فقط در رنگ مشکی فروخته می‌شود.  به دلیل فروش بسیار ضعیف، خط تولید این مدل پس از سال 2002 متوقف شد.
در سال 1999، فورد F-250 و F-350 را بازطراحی کرد و آنها را به عنوان اولین نسل از سری مدل‌های Super Duty فورد F-Series معرفی کرد.  در حالی که بخشی از سری F باقی مانده است، کامیون های Super Duty با شاسی، پیشرانه و طراحی بدنه متفاوت طراحی شده اند، زیرا برای کارهای سنگین تر توسعه یافته اند.  برای سال 2000، خط Super Duty گسترش یافت و شامل کامیون‌های متوسط (F-650/F-750) شد که در یک سرمایه‌گذاری مشترک با Navistar International طراحی شد.

## نسل یازدهم(۲۰۰۴-۲۰۰۸)

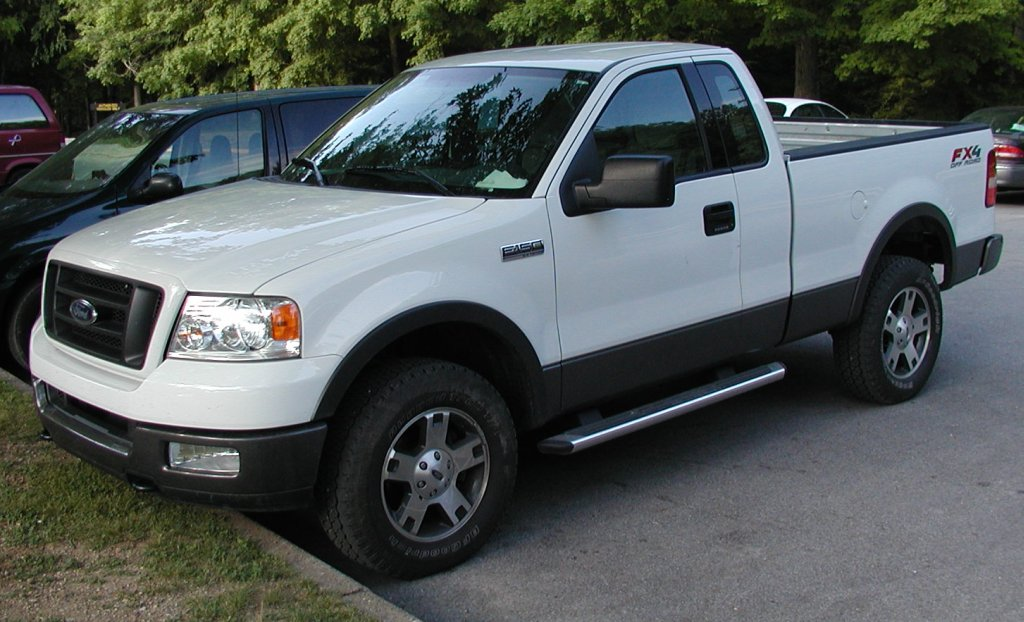
نسل یازدهم

برای مدل سال 2004، F-150 بر روی یک پلت فرم کاملاً جدید طراحی شد که دارای یک قاب کاملاً بسته بندی شده و کمک فنرهای عقب برای نصب در خارج از قاب برای کاهش پرش چرخ و بهبود کیفیت سواری است.  این سبک بدنه جدید سیستم تعلیق جلوی کاملاً مستقل معرفی شده در نسل گذشته را حفظ کرد، اما هاب های چرخ جلو با خلاء را برای نسخه های چهار چرخ متحرک (4WD) اضافه کرد.  نسل قبلی دارای محورهای جلو متصل تمام وقت بود.  این بهبود باعث صرفه جویی در مصرف سوخت می شود و به طور پیش فرض در حالت قفل چرخ قرار می گیرد.  اگر در شیر برقی خلاء، سیستم یا شیلنگ ها خرابی رخ دهد، توپی چرخ به طور پیش فرض در موقعیت 4WD قرار می گیرد تا از سرگردانی راننده جلوگیری کند.  در داخل، نسخه سه سوپاپ 5.4 لیتری V8 معرفی شد و جایگزین نسخه دو سوپاپ قبلی شد.  از نظر بیرونی، مدل نسل یازدهم با مدل قبلی خود متفاوت بود و ظاهری تیزتر داشت.  یک تغییر عمده، استفاده از پنجره پلکانی راننده از کامیون های Super Duty بود.  صرف نظر از نوع کابین، به تمام F-150 ها چهار در داده شد که درهای عقب کابین معمولی امکان دسترسی به فضای ذخیره سازی پشت صندلی را فراهم می کرد.  فورد همچنین انواع دیگری از F-150 را معرفی کرد.  پکیج آفرود FX4 که از مدل سال 2002 در دسترس بود، به سطح تریم خودش تبدیل شد.  نسخه اسپورت‌تر F-150 با نام STX در دسترس قرار گرفت و در سال 2007 با FX2 Sport جایگزین شد.
از سال 2005 تا 2008، نمایندگی های لینکلن-مرکوری این نسخه از F-150 را به عنوان لینکلن مارک LT، جایگزین بلک وود، فروختند.
در اواخر سال 2007 برای مدل سال 2008، کامیون های سوپر دیوتی یک پلت فرم کاملا جدید داده شدند.  در حالی که از همان تخت و کابین قبلی استفاده می‌کنند، با فضای داخلی کاملاً جدید و جلوپنجره و چراغ‌های جلو بسیار بزرگ‌تر از مدل‌های قبلی خود متمایز می‌شوند.  F-450 که قبلا فقط به عنوان یک مدل شاسی کابین در دسترس بود، اکنون به عنوان پیکاپ مستقیماً از فورد در دسترس بود.

## نسل دوازدهم(۲۰۰۹-۲۰۱۴)

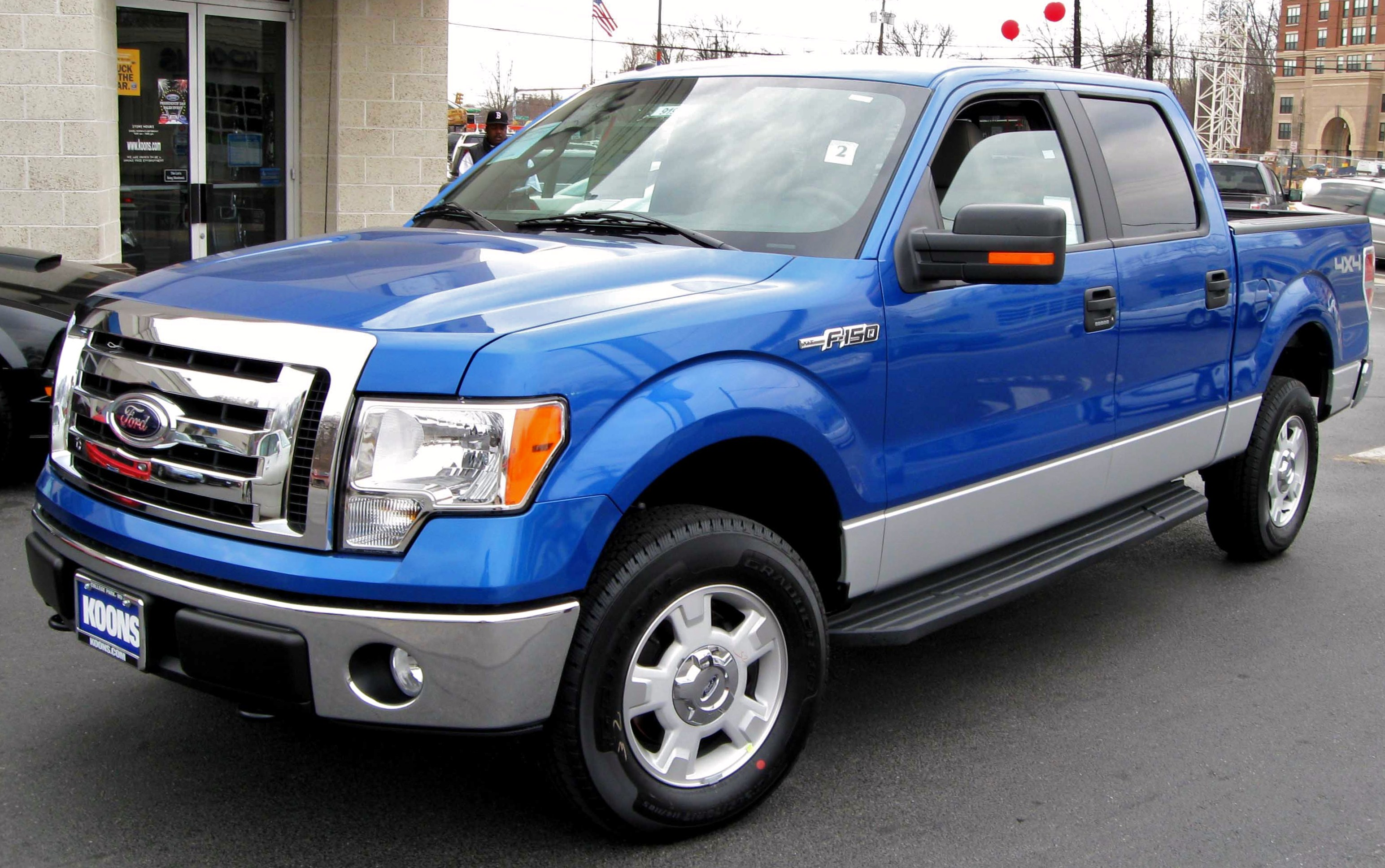
نسل دوازدهم

نسل دوازدهم F-150 برای مدل سال 2009 به عنوان به روز رسانی پلت فرم کامیون فول سایز فورد معرفی شد.  این کامیون‌ها مشابه مدل‌های قبلی خود، با جلوپنجره‌های Super Duty (با افزودن نوار افقی سوم) و چراغ‌های جلو به سبک Edge/Expedition متمایز می‌شوند.  مدل‌های کابین معمولی اکنون به جای چهار در نسل گذشته، دوباره دو در دارند.  گیربکس دستی برای اولین بار کنار گذاشته شد و تخت Flareside تا پایان سال 2009 ادامه یافت (بنابراین آن را به آخرین پیکاپ کارخانه ای است که تا به امروز ساخته شده است).  در خارج از مکزیک، لینکلن مارک LT با F-150 Platinum جایگزین شد.  یک مدل جدید برای سال 2010 شامل SVT Raptor، یک مدل اختصاصی آفرود بود.  در ابتدا فقط در یک پیکربندی SuperCab موجود بود، یک SuperCrew برای سال 2011 اضافه شد.
برای مدل سال 2011، فورد لوازم الکترونیکی خود را از یک پایه ماژول الکتریکی عمومی به ماژول کنترل بدنه کامپیوتری و قابل برنامه ریزی تغییر داد، که اجازه می داد تفاوت قطعات کمتر و گزینه های ارتقا قابل برنامه ریزی از فروشنده یا کارخانه وجود داشته باشد.
به عنوان بخشی از تمرکز عمده بر روی مصرف سوخت، کل خط موتور برای F-150 برای مدل سال 2011 به روز شد.  فورد 5.0 لیتری V8 را در سری F با موتور جدید کایوت با دوربین دوگانه سقفی TiVVT خود که تا 360 اسب بخار قدرت تولید می کند، دوباره معرفی کرد.  F-150 همچنین یک موتور V6 پایه 3.7 لیتری جدید و یک موتور قدرتمند 3.5 لیتری V6 با توربوشارژ دوقلو با نام EcoBoost به دست آورد.  گیربکس شش سرعته اتوماتیک تنها نسخه شد.  سایر تغییرات شامل اضافه شدن سیستم فرمان برقی Nexteer Automotive در اکثر مدل‌ها است.
مطالعه اخیری که توسط iSeeCars.com انجام شد و در وب‌سایت شرکت فورد موتور منتشر شد، فورد F-250 Super Duty را به عنوان طولانی‌ترین وسیله نقلیه و Expedition، Explorer، و F-150 را در بین 20 خودروی با ماندگاری بالا ذکر کرد.

## نسل سیزدهم(۲۰۱۵-۲۰۲۰)

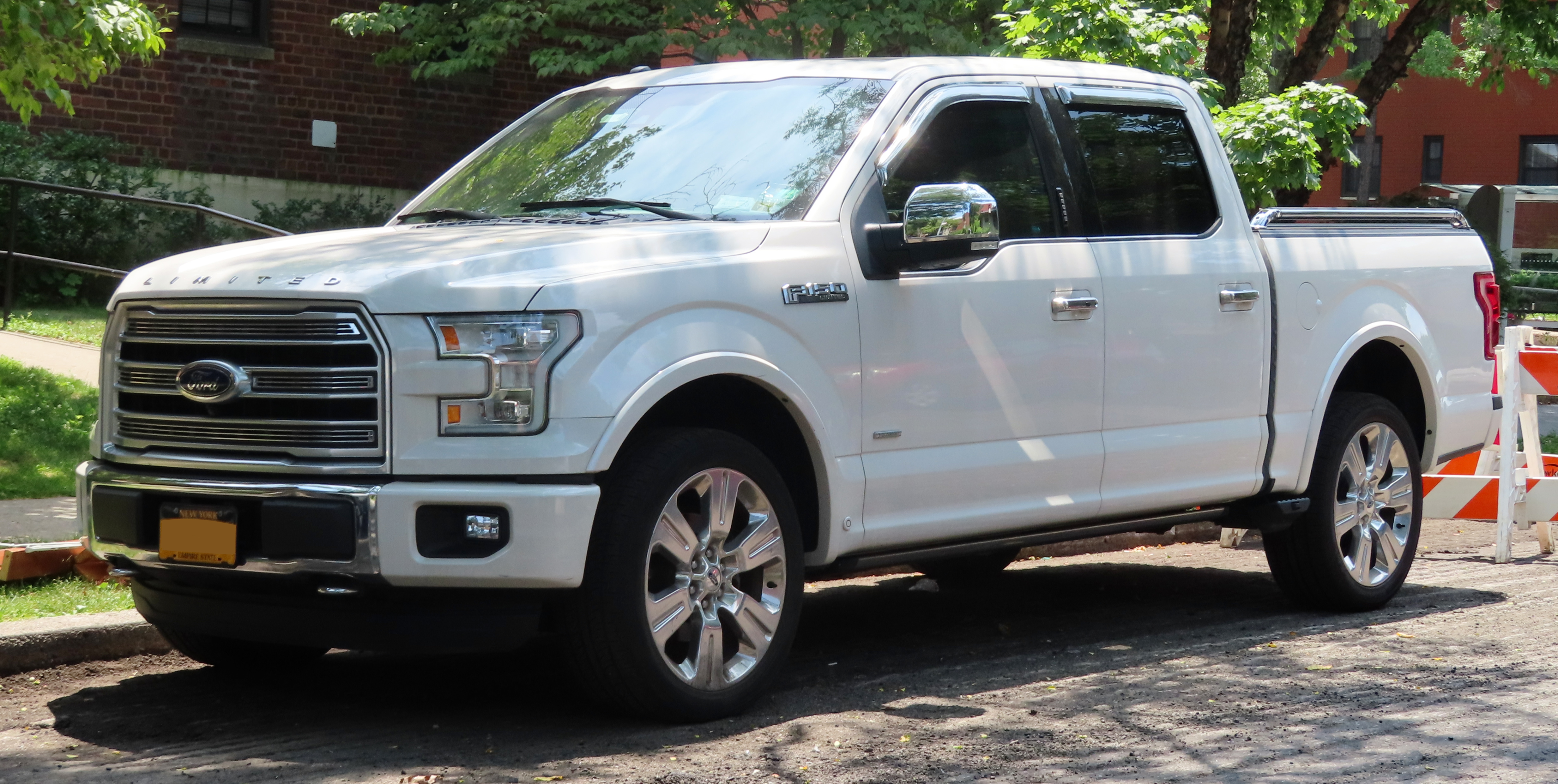
نسل سیزدهم

فورد نسل سیزدهم سری F را برای مدل سال 2015 معرفی کرد. پیش‌نمایش خودروی مفهومی فورد اطلس در نمایشگاه خودروی دیترویت 2013، طراحی جدید به دلیل استفاده گسترده از آلومینیوم برای کاهش وزن تا حدود 750 پوند بدون کاهش ردپای بیرونی آن مورد توجه قرار گرفت.  مهر زنی بدنه آلومینیومی به استثنای دیوار آتش جایگزین فولاد شد.  خود قاب فولادی با استحکام بالا باقی ماند.  برای آزمایش دوام طراحی فشرده آلومینیوم در طول توسعه، فورد نمونه های اولیه استتار شده را وارد مسابقه استقامتی باجا 1000 کرد، جایی که خودروها به پایان رسیدند.
F-150 2015 اولین وانت [نیازمند منبع] با کروز کنترل تطبیقی بود که از حسگرهای رادار در جلوی خودرو برای حفظ فاصله مجموعه‌ای از خودروی جلویی استفاده می‌کرد و در صورت لزوم سرعت را کاهش می‌داد.
موتور 3.7 لیتری V6 کنار گذاشته شد و با یک موتور 3.5 لیتری V6 تنفس طبیعی به عنوان موتور استاندارد جایگزین شد و یک موتور 2.7 لیتری EcoBoost V6 در کنار موتور 3.5 لیتری EcoBoost V6 اضافه شد.  در حالی که 6.2 لیتری V8 کنار گذاشته شد، 5.0 لیتری V8 به عنوان یک آپشن ادامه یافت و گیربکس 6 سرعته اتوماتیک به عنوان تنها جعبه دنده بود.
برای مدل سال 2017، فورد نسل دوم 3.5 لیتری اکوبوست را همراه با گیربکس 10 سرعته 10R80 جدید معرفی کرد.  موتورهای تنفس طبیعی 3.5 لیتری V6، 2.7 لیتری اکوبوست و 5.0 لیتری کایوت ثابت ماندند و هر دو همچنان با گیربکس 6 سرعته 6R80 جفت شدند.  پس از معرفی خط مدل Super Duty 2017، سری F (F-150 تا F-550 و Ford Raptor) برای اولین بار از سال 1996، دوباره با استفاده از یک کابین معمولی تولید شدند.
برای مدل سال 2018، F-150 یک طراحی مجدد در میانه چرخه دریافت کرد که در نمایشگاه بین المللی خودرو نیویورک 2017 نشان داده شد.  طراحی جلوپنجره سه میله ای به طراحی دو میله ای تغییر یافت که در خط مدل Super Duty 2017 عرضه شد.  موتور 3.5 لیتری V6 تنفس طبیعی با یک گیربکس 3.3 لیتری V6 که با یک گیربکس شش سرعته جفت شده بود، جایگزین شد.  موتورهای 2.7 لیتری EcoBoost V6 و 5.0L V8 دارای یک 10 سرعته اتوماتیک (از رپتور) و قابلیت استاپ استارت (قبلاً فقط از EcoBoost 2.7 لیتری) مجهز شده بودند.  در سال 2018، یک موتور دیزلی Power Stroke برای اولین بار بر روی F-150 نصب شد، زیرا فورد یک موتور 3.0 لیتری توربوشارژ V6 با گشتاور 250 اسب بخار/440 پوند فوت گشتاور (از سری موتورهای «شیر» مشترک PSA پژو سیتروئن و جگوار را معرفی کرد.  همچنین برای سال 2018، «دستیار پیش از برخورد با تشخیص عابر پیاده» و «کروز کنترل تطبیقی با توقف و حرکت» بود.
نسخه SuperCrew F-150 2018 رتبه برتر ایمنی انتخاب IIHS را دریافت کرد.

## نسل چهاردهم(۲۰۲۱-تاکنون)

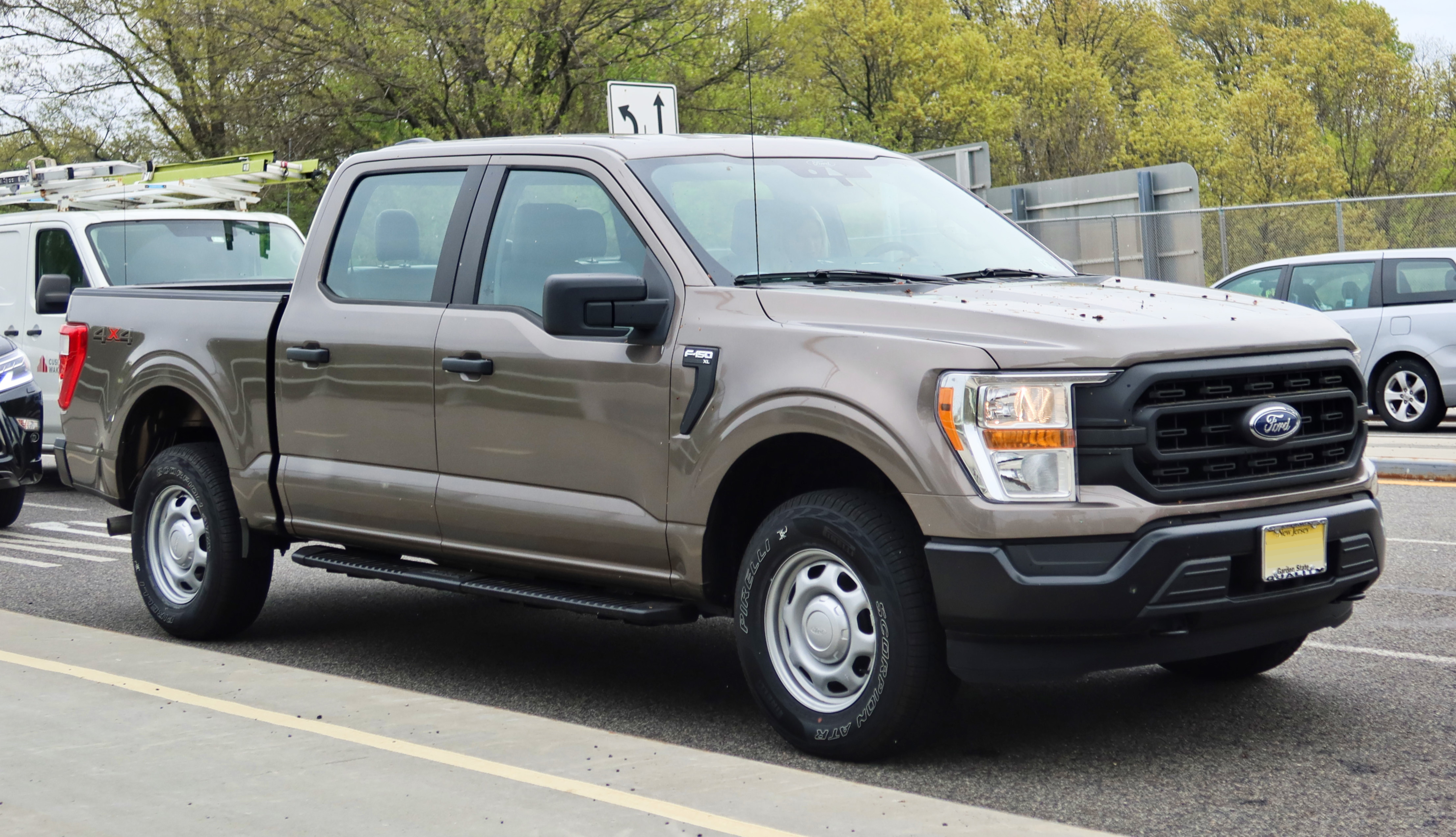
نسل چهاردهم

F-150 نشان می دهد که چگونه وانت بارها در اندازه و عملکرد رشد کرده اند.

نسل چهاردهم فورد سری F برای سال ۲۰۲۱ من از طریق یک ارائه اینترنتی پخش جریانی در ۲۵ ژوئن ۲۰۲۰ معرفی شد.
پیشرانه‌ها شامل یک موتور V6 3.3 لیتری V6، 2.7 لیتری و 3.5 لیتری اکوبوست توئین توربو V6، یک موتور V8 5.0 لیتری و یک V6 دیزلی 3.0 لیتری است.[28]  یک پیشرانه اختیاری هیبریدی بنزینی/الکتریکی که با نام PowerBoost به بازار عرضه می‌شود، یک موتور الکتریکی را با EcoBoost V6 3.5 لیتری جفت می‌کند.  اکنون 6 سرعته اتوماتیک کنار گذاشته شده است و همه موتورها با 10 سرعته اتوماتیک جفت شده اند.  V8 5.0 لیتری یک سیستم غیرفعال‌سازی سیلندر دریافت کرده است که به‌عنوان فناوری موتور جابه‌جایی متغیر به بازار عرضه می‌شود، شبیه به سیستم مدیریت سوخت فعال GM و سیستم چند جابجایی کرایسلر.
همراه با اصلاحات آیرودینامیکی بیرونی، بازبینی‌های داخلی شامل صندلی‌های جلو تاشو و صفحه‌نمایش‌های لمسی بزرگ‌تر (از جمله پانل ابزار دیجیتال) بود.  به عنوان یک گزینه، Active Drive Assist به عنوان یک سیستم کمک راننده ارائه شد.
یک F-150 Raptor جدید در ژانویه 2021 معرفی شد که دارای نسخه پرقدرت موتور 3.5 لیتری V6 EcoBoost بود.
یک نسخه کاملاً الکتریکی از F-150 در 19 می 2021 رونمایی شد که با نام فورد F-150 Lightning به بازار عرضه شد.
برای مدل سال 2024، F-150 با جلوپنجره، چراغ‌های عقب و چراغ‌های جلو بازنگری شده در اواسط چرخه به‌روزرسانی شد.  اکنون در همه مدل‌ها، دسته ابزار مبتنی بر LCD، سیستم اطلاعات سرگرمی صفحه‌نمایش لمسی 12 اینچی، و چراغ‌های جلو LED به‌صورت استاندارد است. از جمله تغییرات مکانیکی می‌توان به 3.3 لیتر V6 و SuperCab با تخت 8 اینچی که از خط تولید خارج شدند، و همچنین چهار چرخ متحرک استاندارد در Lariat و تریم‌های بالاتر، مدل‌های SuperCrew با مدل‌های Trimited و PowerCrew با 6 تبدیل شدند.  پکیج "Platinum Plus" برای تریم پلاتینیوم.